# Bohartilla
Bohartilla is een geslacht van waaiervleugelige (Strepsiptera) insecten uit de familie Bohartillidae.

## Soorten
Het geslacht kent de volgende soorten:
- Bohartilla kinzelbachi Kathirithamby & Grimaldi,1993 †
- Bohartilla megalognatha Kinzelbach, 1969